# Progressiva partiet (USA)

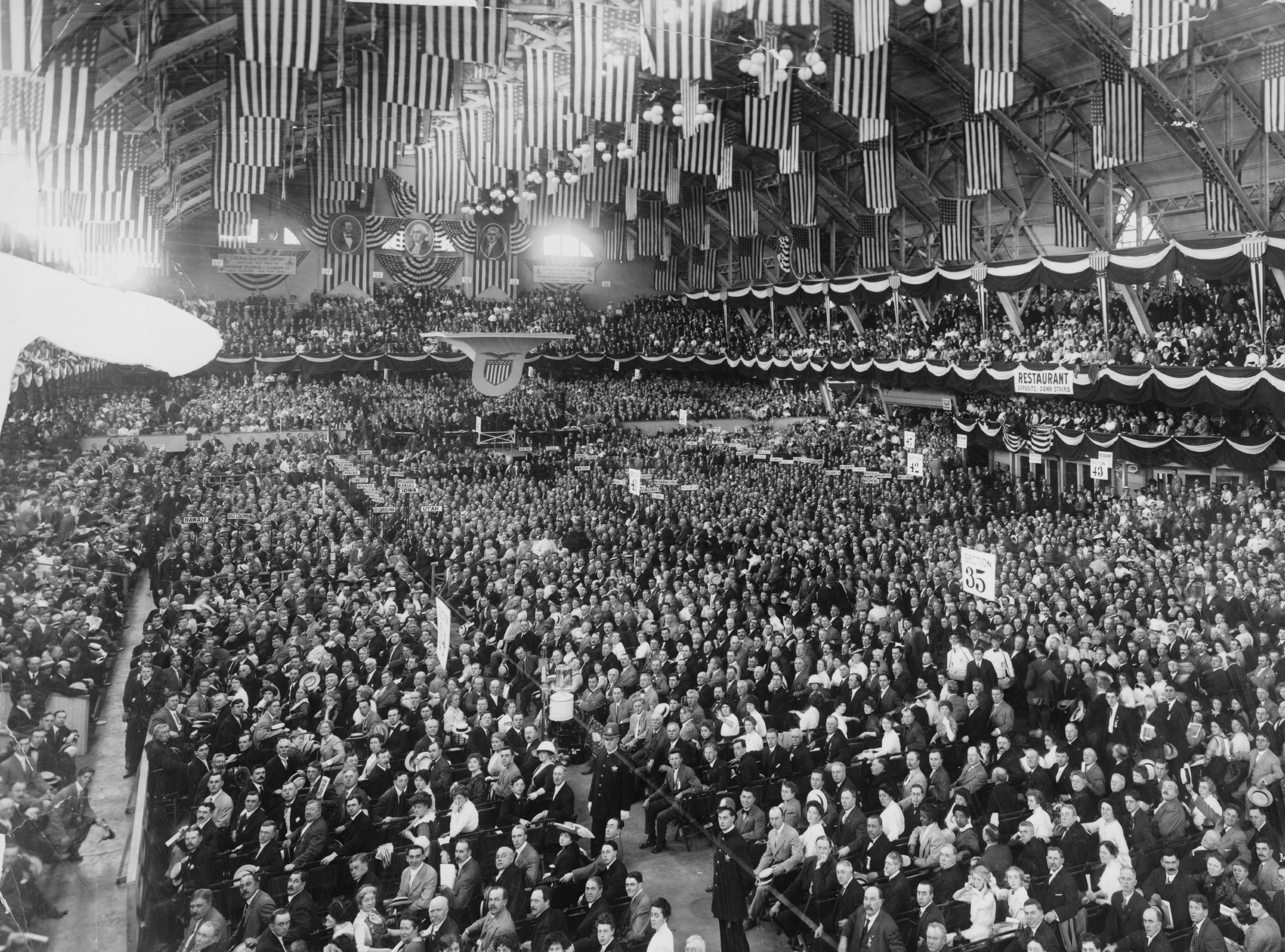
Progressiva partiets konvent inför valet 1912.

Progressiva partiet (engelska: Progressive Party, även Bull Moose Party) var ett politiskt parti i USA som bildades genom en splittring i Republikanska partiet inför presidentvalet 1912. Det bildades av förre presidenten Theodore Roosevelt när han förlorade i omröstningen om den republikanska nomineringen. Den som vann var sittande presidenten William Howard Taft. Roosevelt drog med sig sina delegater från partikonventet med anledning av splittringen.
Den sålunda formaliserade splittringen mellan de progressiva och de konservativa falangerna inom republikanerna ledde till att de röster i presidentvalet som normalt var republikanska kom att delas mellan Taft och Roosevelt, vilket var en viktig anledning till att demokraten Woodrow Wilson vann valet. Roosevelt lyckades således inte vinna presidentposten på nytt, men andra företrädare för partiet valdes till olika poster såväl på federal som delstatlig nivå. Partiet fick dock inga bestående framgångar och 1916 upplöstes det.

## Bildandet av det nya partiet
Sedan han hade lämnat det republikanska partikonventet och tillfrågades om han verkligen var tillräckligt stark för att fortfarande passa som president, svarade Roosevelt "I'm as fit as a bull moose" ("Jag är stark som en älgtjur"), samt, efter ett mordförsök, "It takes more than one shot to kill a bull moose" ("Det krävs mer än en kula för att döda en älgtjur"), vilket gav det nya partiet smeknamnet "Bull Moose Party". Roosevelt sammankallade ett eget konvent och nominerade Kaliforniens guvernör Hiram Johnson som sin vicepresidentkandidat. Kandidater till federala och delstatliga ämbeten tillkom också genom delstatliga avdelningar som nominerade dem, i de flesta av de nordliga delstaterna. (Södern var vid denna tid ett närmast kompakt demokratiskt fäste.) Det nya partiets program motsvarade vad Roosevelt själv hade föreslagit 1907-08, med förslag om starka statliga interventioner för att skydda folket från själviska intressen (vigorous government intervention to protect the people from the selfish interests).
De allra flesta republikanska guvernörer, kongressledamöter, tidningsredaktörer och lokala ledare avstod från att gå över till det nya partiet, även om de hade stött Roosevelt tidigare. Vicepresidentkandidaten Johnson, som hade valts till guvernör i Kalifornien 1910, behöll sitt medlemskap i Republikanska partiet eftersom hans anhängare tog kontrollen i partiets avdelning i Kalifornien. Många tidigare partipolitiskt obundna reformivrare anslöt sig dock till Progressiva partiet. Partiet gav också sitt stöd till ett antal sympatiserande kandidater från såväl republikanerna som demokraterna i delstatliga och federala val från 1912 till 1916.
Bara fem av de femton mest framstående av de progressiva republikanerna i Senaten uttalade sitt stöd för det nya partiet och Roosevelts presidentkandidatur; tre av dem stödde i stället demokraten Wilson. Många av Roosevelts närmaste politiska allierade stödde Taft, inklusive Roosevelts svärson Nicholas Longworth. Roosevelts dotter Alice Roosevelt Longworth höll sig till sin far, vilket orsakade en permanent motsättning i hennes äktenskap. För män som Longworth, som såg framför sig en politisk karriär, var det helt enkelt för radikalt att lämna det gamla partiet. Många progressiva som inte eftersträvade att bli valda till något politiskt ämbete sällade sig till Woodrow Wilsons anhängare.

## Valet 1912
Roosevelt fick i valet ett stöd som uppgick till 4,1 miljoner röster (27 %), jämfört med Tafts 3,5 miljoner (23 %). Wilsons 6,3 miljoner röster (42 %) var emellertid tillräckligt för att denne skulle vinna en majoritet i elektorskollegiet med 435 elektorer. Roosevelt vann stöd av 88 elektorer, medan Taft endast fick 8. Att de tidigare republikanska rösterna delades mellan dem gynnade alltså framförallt demokraten Wilson. Vissa historiker menar dock att Wilson troligen skulle ha vunnit i alla fall (som han gjorde 1916), vilket andra menar verkar osannolikt. Demokraterna hade vid den här tidpunkten förlorat alla presidentval sedan 1856 utom två, båda under den populäre Grover Cleveland, som kandiderat på en politik som i mångt och mycket påminde om republikanernas.
Roosevelts 88 elektorsröster (det största stöd som någon kandidat från ett "tredjeparti" någonsin har fått i USA) kom från Pennsylvania, som var den enda östliga stat han vann, delstaterna Michigan, Minnesota och South Dakota i mellanvästern och i väster Kalifornien och Washington. I södern vann han inte en enda delstat.
Demokraterna vann samtidigt en knapp majoritet i Senaten med tio nya mandat samt 63 nya mandat i representanthuset som gjorde att de fick majoritet även där. Progressiva partiets kandidater kom inte alls upp i motsvarande stöd som Roosevelt själv, deras stöd var ungefär 20 % lägre än Roosevelts. Den ende från Progressiva partiet som lyckades bli vald till guvernör var Hiram Johnson, som i den egenskapen stod som republikansk kandidat. Progressiva partiet fick endast in 17 personer i kongressen och runt 250 personer i olika lokala valda församlingar. Förutom i Kalifornien fanns det egentligen ingen solid bas för partiet utöver Roosevelts egen person.

## Efter 1912
Progressiva partiet gjorde ett dåligt val 1914, när nya kongressledamöter och senatorer skulle väljas, och upplöstes helt två år senare. De flesta medlemmarna, inklusive Roosevelt, återvände till Republikanska partiet när detta parti nominerade den mer progressivt inriktade Charles Evans Hughes till presidentkandidat 1916. Hughes förlorade dock valet mot Wilson, som återvaldes på mantrat "Han höll oss utanför kriget", ett löfte han senare skulle bryta. Den konservativa Taft-falangen dominerade emellertid Republikanska partiet från 1916 till 1932 och vägrade nominera någon från 1912 års Progressiva parti till den nationella partilistan. slutligen blev dock Frank Knox republikanernas vicepresidentkandidat 1936.
Vid ett antal senare presidentval har andra partier uppkommit i USA, som också har kallats Progressiva partiet. Dessa har dock inte haft något samband med Theodore Roosevelts partibildning.